# Lo zar degli oceani
Lo Zar degli Oceani (Fire Ice) è un romanzo di Clive Cussler e Paul Kemprecos pubblicato nel 2002; racconta le indagini della National Underwater & Marine Agency, comandata da James Sandecker con gli investigatori Kurt Austin e Joe Zavala.

## Trama
Nel 1918 la vecchia nave da carico "Stella di Odessa", diretta a Costantinopoli, trasporta le donne della famiglia reale russa sfuggite al massacro bolscevico e una parte del tesoro dei Romanov. La nave viene 
attaccata e tutto l'equipaggio e gli ospiti vengono uccisi, tranne una bambina che viene tratta in salvo. Mikhaïl Razov, un miliardario russo che afferma di discendere dai Romanov, vuole prendere il potere nel suo 
paese controllando nelle profondità oceaniche i giacimenti di  metano allo stato solido, instabile ed esplosivo. Sfoga il suo odio verso gli Stati Uniti facendo sparire un sottomarino della US Navy e cercando di distruggere tre città costiere americane. 
Kurt Austin e Joe Zavala, con l'aiuto dei tecnici della NUMA e di un patriota russo, riescono a scoprire la minaccia, salvare le città e neutralizzare il cattivo.

## Edizioni
- Clive Cussler e Paul Kemprecos, Lo Zar degli oceani, traduzione di Lidia Perria, collana La Gaja scienza, Longanesi, 26 febbraio 2004,  p. 464, ISBN 9788830420496.

- Clive Cussler e Paul Kemprecos, Lo Zar degli oceani, traduzione di Lidia Perria, Teadue, TEA, 2005,  p. 462, ISBN 9788850208685.

- Clive Cussler e Paul Kemprecos, Lo Zar degli oceani, traduzione di Lidia Perria, Best TEA, TEA, 2009,  p. 345, ISBN 9788850219773.

- Clive Cussler e Paul Kemprecos, Lo Zar degli oceani, traduzione di Lidia Perria, Best TEA, TEA, 27 ottobre 2016,  p. 464, ISBN 9788850244492.